# کلاه زرین

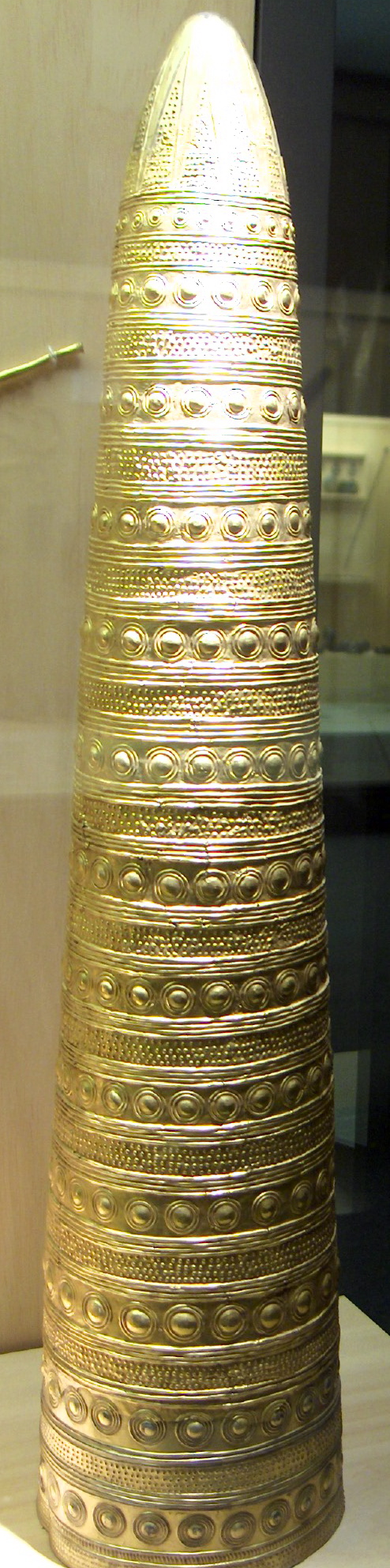
کلاه زرٔین آونتون که پیشینه آن را ۱۵۰۰-۱۲۵۰ پیش از زایش مسیح می‌دانند.چهار

کلاه زرین بلند مخروطی‌شکل -که ساخت آنها را میان سال‌های ۱۴۰۰ تا ۸۰۰ (پیش از میلاد) می‌دانند- در مرکز اروپا یافت‌شده‌اند. یکی از آنها در ۱۸۳۵ در نزدیکی شیف‌فرشتات، نزدیک اشپایر در کشور آلمان مربوط به ۱۴۰۰تا ۱۳۰۰ پیش از میلاد؛ یک نمونه پاره‌پاره در ۱۸۴۴ در نزدیکی آونتون نزدیک پواتیه؛ دیگری در اتسلسدورف در نزدیکی نورنبرگ در ۱۹۵۳ و مربوط به ۱۰۰۰-۹۰۰ پیش از میلاد یافت‌شدند. چهارمی را آشکار نیست در کجا یافته‌اند، شاید در شوابن آلمان یا سویس پیداشده‌باشد. این کلاه را ۱۹۹۶ موزه ملی برلین خریداری کرد و تاریخ ساخت آن به ۱۰۰۰-۸۰۰ پیش از زایش عیسا بازمی‌گردد. بلندترین آن‌ها نمونه اتسلسدورف است که ۹۰ سانتیمتر درازا دارد.
این کلاه‌های زرین با فرهنگ نیا-سِلتی زمین‌های حاوی خاکستردان که مربوط به عصر برنز است∗ همپیوندند. نزدیکی میان شیوه ساخت و نشان‌پردازی این کلاه‌ها نشان از هستی یک فرهنگ به‌هم‌پیوسته در خاور فرانسه و جنوب و باختر آلمان در عصر برنز را می‌دهد. یک نمونه سینه‌ای سنجش‌پذیر با این کلاه‌ها در مولد، فلنتشایر در شمال ویلز یافت‌شده‌است.
در ۱۹۹۹ در نمایشگاهی به نام خدایان و قهرمانان عصر برنز:اروپا در زمان ادیسه بن این کلاه‌ها را کنار هم گذاردند.

## نگارخانه

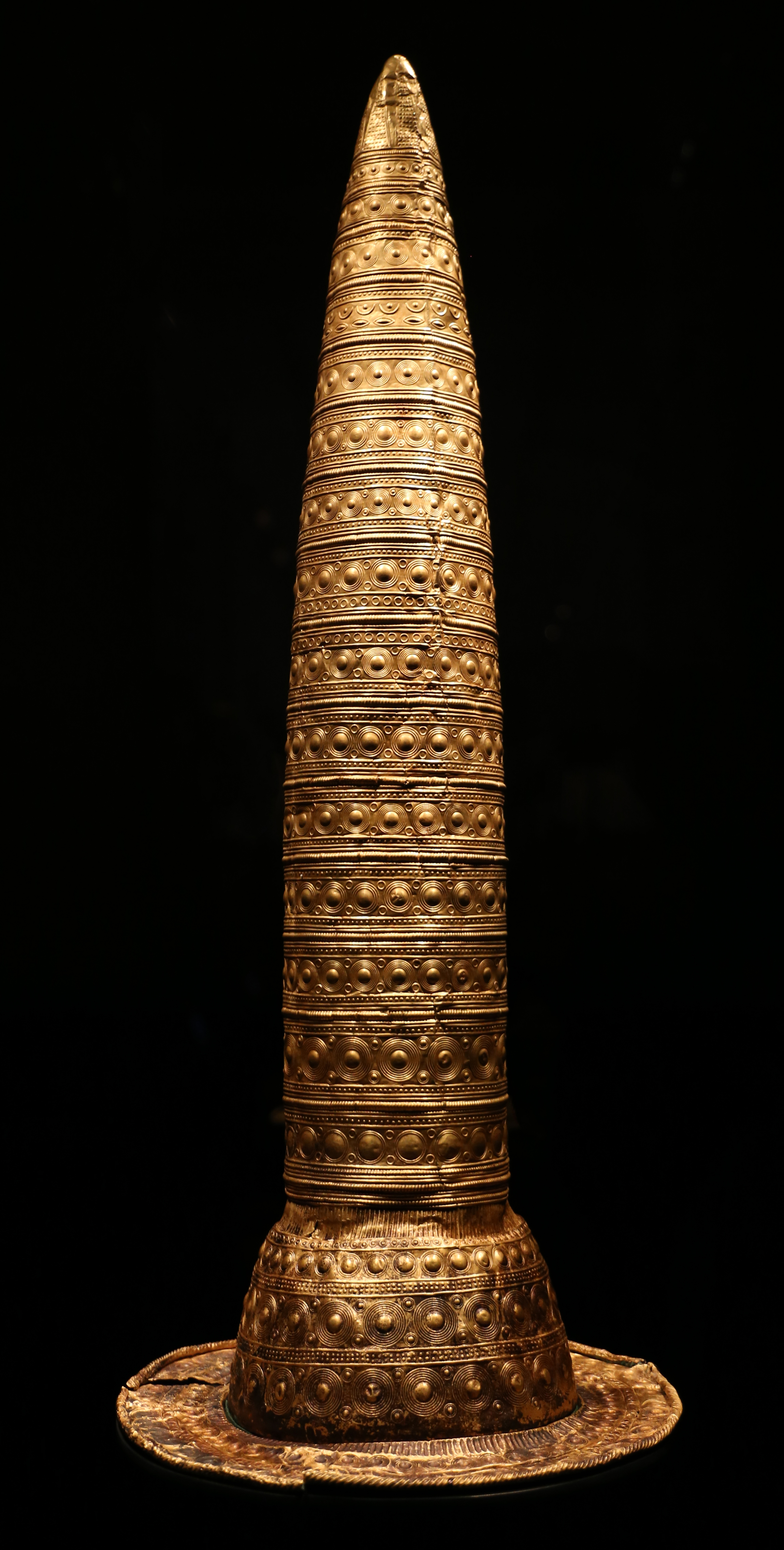
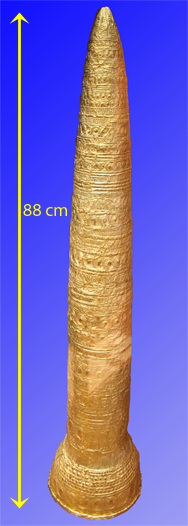